# Rieke Brink-Abeler
Rieke Brink-Abeler (* 11. Dezember 1979 in Emsdetten, heute Rieke Herzog) ist eine ehemalige deutsche Beachvolleyballspielerin. Mit Hella Jurich als Partnerin war sie 2004 deutsche Meisterin.

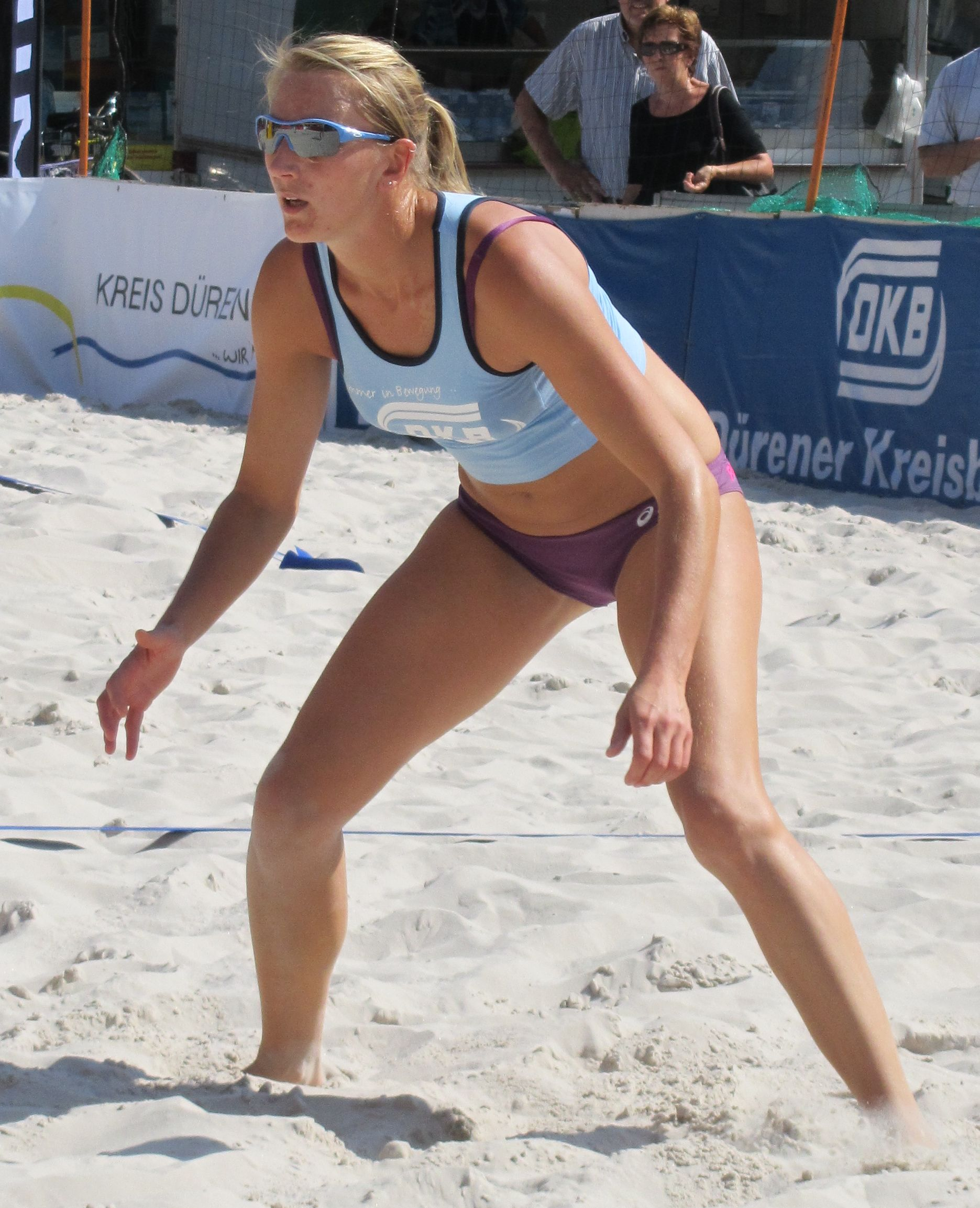
DKB-Beach-Cup 2011

## Karriere
Rieke Brink-Abeler begann 1990 mit dem Volleyball in der Halle, wo sie mit dem USC Münster 2000 DVV-Pokalsieger wurde. Im Jahr 2000 spielte sie auch ihr erstes Beachvolleyball-Turnier. 2003 gründete sie ein Duo mit Hella Jurich, das im ersten Jahr keine großen Erfolge vorweisen konnte. 2004 traten die beiden Frauen aus Münster als Außenseiterinnen bei der deutschen Meisterschaft in Timmendorfer Strand an und besiegten im Finale die Olympiateilnehmerinnen Stephanie Pohl / Okka Rau. 2005 wurden sie Weltmeisterschaftsdreizehnte in Berlin und nahmen erstmals an der World Tour teil. 2006 schafften sie es bei einigen Turnieren der Weltserie auf Rang fünf und erreichten bei der deutschen Meisterschaft das Finale, das sie gegen Sara Goller / Laura Ludwig verloren. Bei der WM 2007 in Gstaad blieben sie in der Vorrunde sowie im deutschen Duell der ersten Hauptrunde gegen Banck / Lahme ohne Satzverlust, schieden dann aber im nächsten nationalen Duell gegen Claasen / Röder aus. Nach einer erneuten deutschen Vizemeisterschaft 2008 trennte Brink-Abeler sich von ihrer langjährigen Partnerin Hella Jurich und spielte 2009 mit Karla Borger. Ab 2010 war Angelina Grün ihre Partnerin. Bei den deutschen Meisterschaften 2010 am Timmendorfer Strand wurden sie Vierte. Nach einer langwierigen Verletzung von Angelina Grün trennte sich das Duo im August 2011. Mit Melanie Gernert spielte Brink-Abeler anschließend bei der Europameisterschaft in Kristiansand, wo sie im Achtelfinale gegen die Belgierinnen Gielen/Mouha verlor.
Rieke Brink-Abeler wurde zusammen mit Hella Jurich vom Sportbund der Stadt Münster beim Ball des Sports 2006 sowie 2008 als Mannschaft des Jahres ausgezeichnet.

## Privates
Rieke Herzog ist heute verheiratet, hat zwei Töchter und einen Sohn. Sie ist Fachärztin für Allgemeinmedizin und lebt in Emsdetten.